# 太空廣告

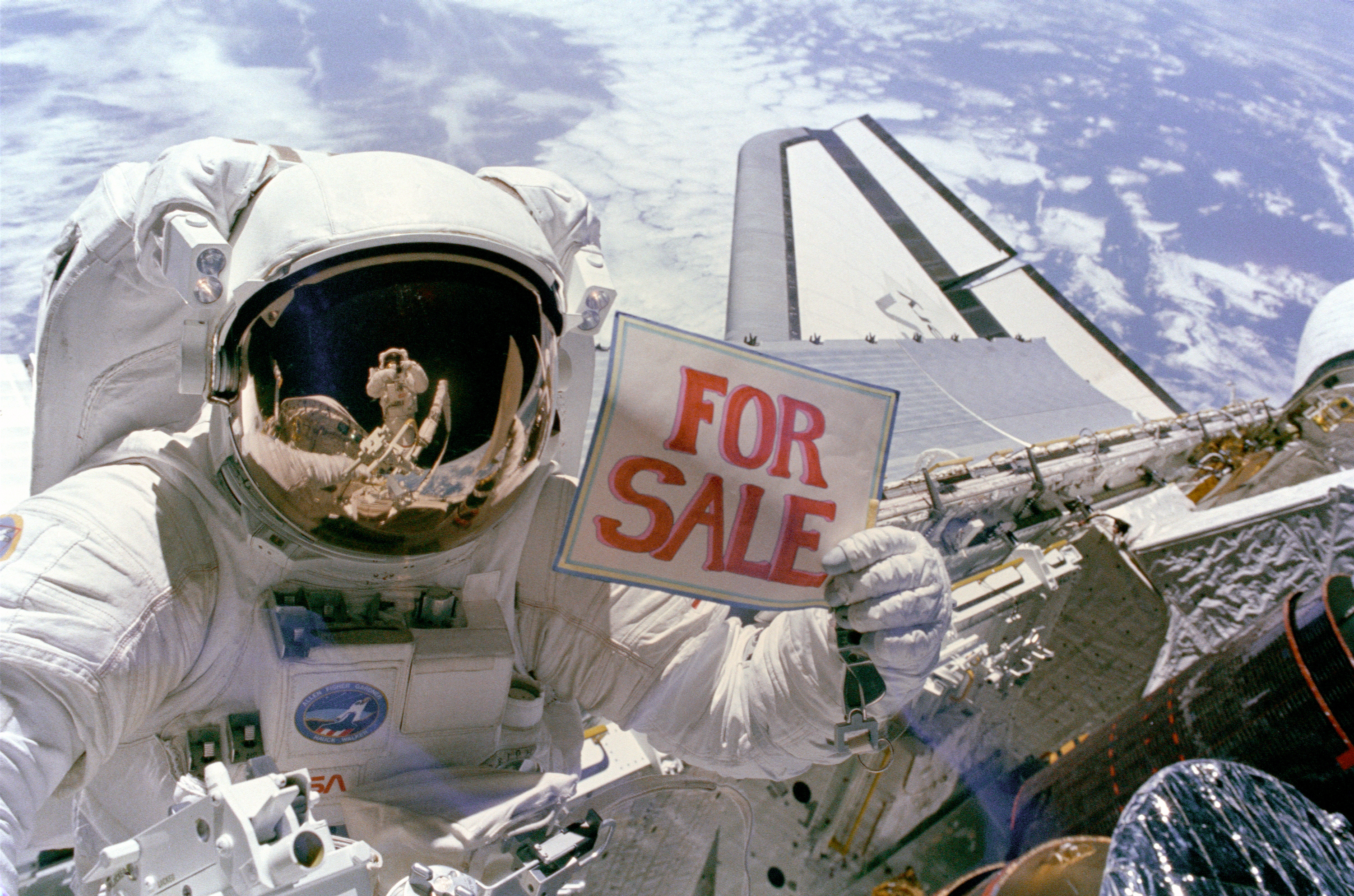
一位属于美国国家航空航天局的宇航员在進行艙外活動時，開玩笑地表示要賣出一顆已修復但有瑕疵的人造衛星。

宇宙廣告（space advertising）指利用外层空间登廣告或者和太空探索相關的宣传。虽然仅有部分成功的营销案例，却仍然有个别的宇宙廣告提案被提出。有的甚至計畫把巨型的看板從地球上發射出去，从而在地球上也可以看得见。形容这一类企业的术语因此命名为「阻塞性宇宙廣告」。

## 外部連結
- （英文）Photos and Logotypes to be sent into space on TechCrunch（页面存档备份，存于）